# Équipe des Bermudes féminine de volley-ball
L'équipe des Bermudes de volley-ball est composée des meilleures joueuses bermudiennes sélectionnées par la Fédération bermudienne de Volleyball (Bermuda Volleyball Association, BVA). Elle n'est actuellement pas classée par la Fédération Internationale de Volleyball au 15 janvier 2010.

## Sélection actuelle
Sélection pour les qualifications aux Championnats du monde 2010.

Entraîneur : Jonathan Gazzard  ; entraîneurs-adjoints : Adam Wong , Gary LeBlanc 

## Palmarès et parcours

### Palmarès
Néant.